# Veronica fraterna
Veronica fraterna är en grobladsväxtart som beskrevs av N. E. Brown. Veronica fraterna ingår i släktet veronikor, och familjen grobladsväxter. Inga underarter finns listade i Catalogue of Life.